# Phyllachora epicampis
Phyllachora epicampis är en svampart som beskrevs av Orton 1944. Phyllachora epicampis ingår i släktet Phyllachora och familjen Phyllachoraceae.   Inga underarter finns listade i Catalogue of Life.